# Alpín II dei Pitti
Alpín II, figlio di Uuroid (in irlandese Alpín mac Feredaig; fl. VIII secolo), è stato re dei Pitti.

## Biografia
C'è chi pensa che sia stato fratello del suo predecessore, Ciniod figlio di Uuredach. Avrebbe regnato dalla morte di Ciniod alla sua morte, nel 780.